# تفاهم سه‌گانه

اتحاد و اتفاق مثلث قبل از جنگ جهانی اول

تفاهم سه‌گانه اتحادی میان روسیه، فرانسه و بریتانیا بود که پس از تفاهم روسیه و انگلستان در ۱۹۰۷ میلادی ایجاد شد. اتحاد میان این سه قدرت که بعدها پرتغال و ژاپن نیز به آنان پیوستند، جبهه‌ای در مقابل اتحاد سه‌گانه امپراتوری آلمان، امپراتوری اتریش-مجارستان و پادشاهی ایتالیا ایجاد کرد.
با آغاز جنگ جهانی اول در اوت ۱۹۱۴ میلادی کلیه این کشورها علیه آلمان، اتریش-مجارستان، و بعدها امپراتوری عثمانی و بلغارستان وارد جنگ شدند.

## مراحل تشکیل تفاهم مثلث

### اتحاد فرانسه و روسیه
اتحاد فرانسه و روسیه پیمانی نظامی میان جمهوری سوم فرانسه و امپراتوری روسیه از ۱۸۹۲ تا ۱۹۱۷ میلادی بود. این اتحاد که پس از برکناری بیسمارک از صدراعظمی آلمان و سقوط سیستم سوم بیسمارک امضا شد به انزوای بیست‌ساله سیاسی فرانسه در اروپا خاتمه بخشید و برتری و سیادت امپراتوری آلمان را به پایان برد. فرانسه تا انقلاب فوریه در ۱۹۱۷ شریک و متحد نظامی، سیاسی و اقتصادی روسیه باقی ماند.

### توافق قلبی
توافق قلبی یا آنتانت کوردیال مجموعه‌ای از پیمان‌های دوستی بین جمهوری سوم فرانسه و پادشاهی بریتانیای کبیر و ایرلند بود که در ۸ آوریل ۱۹۰۴ امضا شد و با حل مشکلات بین دو کشور، شرایط را برای تفاهم مثلث فراهم کرد. امضای این قرارداد نتیجه سیاست‌های وزیر خارجه فرانسه تئوفیل دلکسه (معروف به سیستم دلکسه) بود که باور داشت اتحاد فرانسه با بریتانیا می‌تواند امنیت این کشور را با توازن قوا در برابر آلمان و سیستم اتحاد مثلث تأمین کند.

### قرارداد سن پترزبوگ
قرارداد سن پترزبورگ در سال قرارداد ۱۹۰۷ میان کشورهای روسیه و بریتانیا در منطقهٔ سن پترزبورگ امضا شد. این پیمان آخرین قدم در راه ایجاد تفاهم مثلث بود و با حل مشکلات بین بریتانیا و روسیه، این دو کشور را همراه با فرانسه در برابر اتحاد مثلث متحد کرد. بر پایه این قرارداد بریتانیا پیشنهاد تقسیم ایران به دو منطقه نفوذ را داد. منطقه شمالی به روسیه تزاری اعطا شد و منطقه جنوبی به بریتانیای کبیر. منطقه میانی باید به عنوان منطقه بی‌طرف کار می‌کرد.